# Acrocercops chrysometra
Acrocercops chrysometra là một loài bướm đêm thuộc họ Gracillariidae. Nó được tìm thấy ở Ecuador. Nó được miêu tả bởi E. Meyrick năm 1926.